# Vittoriano Cimmarrusti
Vittoriano Cimmarrusti (Canneto di Bari, 18 febbraio 1912 – Gunu Gadu, 24 aprile 1936) è stato un militare italiano, insignito di Medaglia d'oro al valor militare alla memoria durante il corso della guerra d'Etiopia.

## Biografia
Nacque a Canneto di Bari il 18 febbraio 1912, figlio di Vito Francesco e Teresa Bruno. Nel maggio del 1931 si arruolò nell'Arma dei Carabinieri quindi, ottenuta la nomina a carabiniere effettivo, prestò servizio nelle Legioni di Bolzano e Roma. Allo scoppio del guerra italo-etiopica partì volontario per il teatro di operazioni. Arrivato a Mogadiscio, Somalia, entrò in servizio presso le Bande Autocarrate Carabinieri. assegnato alla 1ª Banda, aggregata alla Colonna Agostini il 24 aprile 1936 partecipò all'assalto delle fortificazioni abissine di Gunu Gadu. Colpito in un braccio da una pallottola esplosiva, solo dietro insistenza del suo ufficiale comandante accettò di sottoporsi alle cure mediche. Ricevuto un sommario bendaggio ritornò al suo reparto impegnato a impedire che nuclei di armati etiopici aggirassero lo schieramento italiano. Impedito a usare il moschetto, continuò a combattere lanciando bombe a mano anche quando fu ferito nuovamente all'inguine. Continuò a battersi furiosamente uccidendo tre nemici fino a che una terza pallottola lo colpì alla testa, uccidendolo sul colpo. In sua memoria fu decretata la concessione della medaglia d'oro al valor militare, massima decorazione italiana.
Gli sono intitolate le Caserme sedi dei Comandi Provinciali di Latina e di Lecce, oltre a quella della Compagnia Carabinieri di Cittadella. Una piazza di Acquaviva delle Fonti, una di Adelfia, una via di Bari, una via a Manfredonia e una di Modugno portano il suo nome.

### Annotazioni
1. ↑  Al comando dal capitano Giuseppe Fragola.
2. ↑  Quando la sua salma venne recuperata, attorno a lui si contarono i cadaveri di tre nemici e 53 bossoli sparati dal suo moschetto.

### Fonti
1. 1 2 3  Combattenti Liberazione.
2. 1 2  Gruppo Medaglie d'Oro al Valor Militare 1965, p. 170.
3. 1 2 3 4  InformaSaggi n.3, marzo 2012, p. 8.
4. ↑   Medaglia d'oro al valor militare Cimmarrusti, Vittoriano, su quirinale.it, Quirinale. URL consultato l'11 luglio 2021.
5. ↑   G. Barbonetti, Oltre il dovere. I Carabinieri decorati al Valor Militare., Roma, Ente editoriale per l'Arma dei Carabinieri., 2023, ISBN 9788889 242575.